# Acanthoderes zonata
Acanthoderes zonata là một loài bọ cánh cứng trong họ Cerambycidae.